# سارة غراي
سارة غراي (بالإنجليزية: Sarah Gray)‏ هي مجدفة نيوزيلندية، ولدت في 29 أكتوبر 1990 في Raetihi ‏ في نيوزيلندا.

## وصلات خارجية
- سارة غراي على موقع الاتحاد الدولي للتجديف (الإنجليزية)
- سارة غراي على موقع اللجنة الأولمبية الدولية (الإنجليزية)
- سارة غراي على موقع أوليمبيديا (الإنجليزية)
- سارة غراي على موقع اللجنة الأولمبية النيوزيلندية (الإنجليزية)